# Werner I. von Veltheim
Werner I. von Veltheim ist einer der frühsten urkundlich nachweisbaren Vertreter des niedersächsischen Adelsgeschlechts von Veltheim, der im ausgehenden 11. Jahrhundert urkundlich in Erscheinung trat.
Er erschien am 25. Juli 1087 in Goslar als Wernerus de Velthem als Zeuge, als Bischof Burchard II. von Halberstadt dem Kloster Ilsenburg seine Rechte bestätigte. Der Bischof ergänzt, dass Werner filius fratis mei Adelgoti, also der Sohn seines Bruders Adelgot von Veltheim ist, was die verwandtschaftlichen Verhältnisse bekräftigt.
Werner soll ein Sohn von Adelgot gewesen sein und dieser wiederum ein Bruder des genannten Bischofs Burchard von Halberstadt. Seinen Namen hat Werner wahrscheinlich vom Erzbischof Werner von Magdeburg erhalten, der wiederum ein Onkel von Adelgot und Burchard von Veltheim gewesen sein soll.
Er wird erstmals in einer zwischen 1095 und 1101 entstandenen Urkunde des Klosters Lippoldsberg mit dem Adelsprädikat Graf als Werenherus comes bezeichnet.